# آنارشی آن است که دولت‌ها تلقی می‌کنند
آنارشی آن است که دولت‌ها تلقی می‌کنند (انگلیسی: Anarchy Is What States Make of It) یا به شکل کامل آنارشی آن است که دولت‌ها تلقی می‌کنند: ساخت اجتماعی سیاست قدرت عنوان مقاله‌ای دانشگاهی نوشته الکساندر ونت است که در سال ۱۹۹۲ در مجله سازمان‌های بین‌المللی منتشر شد و پایه‌گذار برداشت سازه‌انگارانه در روابط بین‌الملل گشت.
ونت درین مقاله ادعا می‌کند آنارشی در سیستم جهانی یک مفهوم ساخته شده است و اعتبارش را مدیون این است که کارگزاران دولتهای ملی به آن باور دارند. به گفته ونت بسیاری از مفاهیم در نظریه روابط بین‌الملل «ساخته شده» هستند و بر خلاف آنچه که نوواقع‌گرایان و نوآرمانگرایان باور دارند جزئی از ذات سیستم بین‌الملل نیستند. به گفته ونت دو اصل سازه‌انگاری عبارت اند از:
- ساختار جوامع انسانی غالباً به واسطه ایده‌ها و هنجارها شکل می‌گیرد و نه نیروهای مادی؛
- هویت و منافع بازیگران در این سیستمها بر اساس بارورهای مشترک شکل می‌گیرد و نه طبیعت.

به گفته ونت: 
 اگر امروزه در دنیایی زندگی می‌کنیم که روابط بر اساس قدرت شکل می‌گیرند و خودیاری یک اصل است به خاطر روند است، نه ساختار؛ و این اصول را نمی‌توان از آنارشی نتیجه گرفت. سیاست بازی قدرتها و خودیاری نهادهای آنارشی هستند و نه ویژگی‌های ضروری. آنارشی آن است که حکومت‌ها باور می‌کنند